# St. Maximilian Kolbe (Nürnberg)

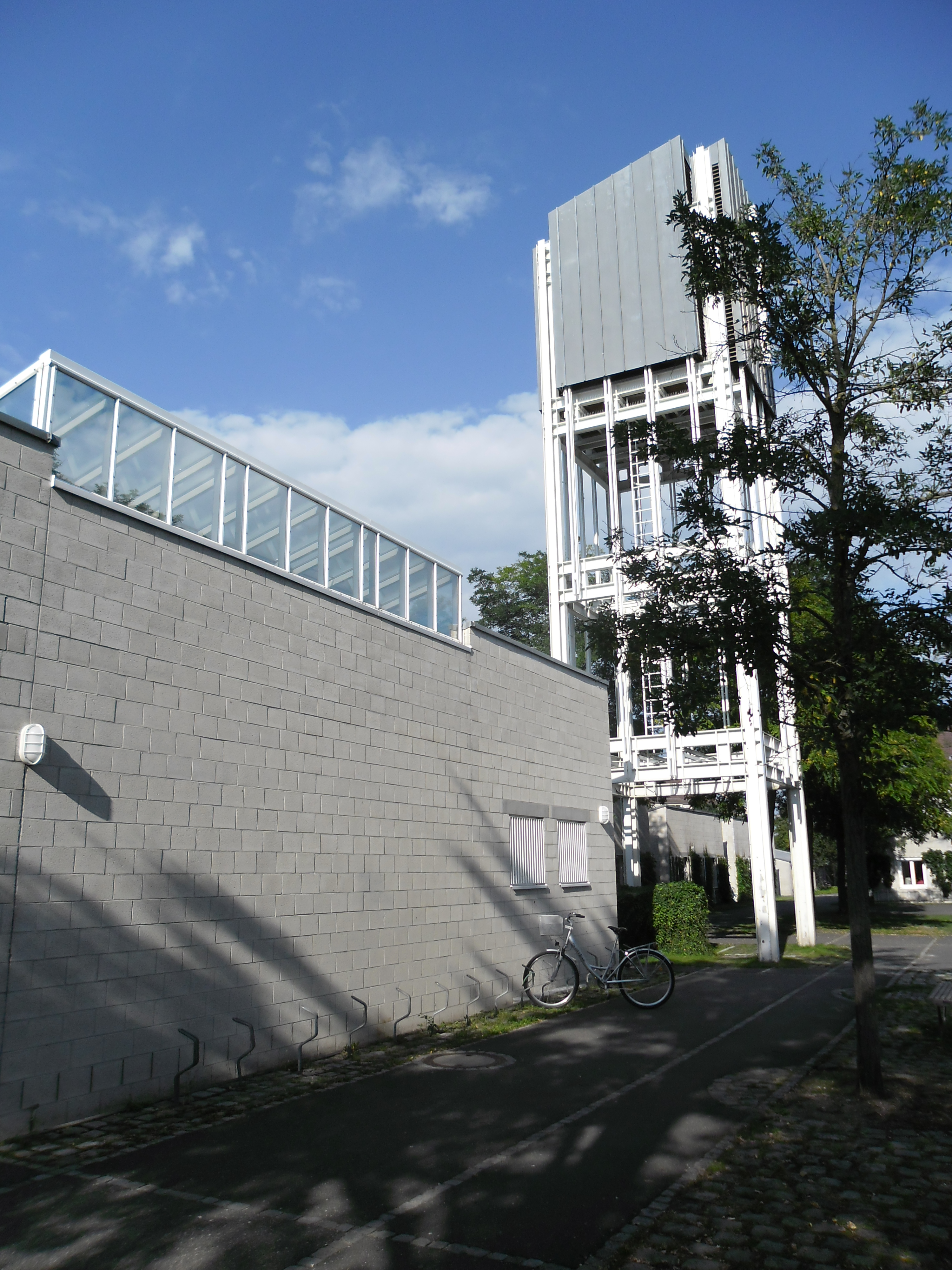
Pfarrkirche St. Maximilian Kolbe (links), Campanile

Die Pfarrkirche St. Maximilian Kolbe ist ein römisch-katholisches Kirchengebäude in Nürnberg-Langwasser. Sie ist dem Patrozinium des römisch-katholischen Pfarrers und KZ-Häftlings Maximilian Kolbe, der 1982 heiliggesprochen worden war, unterstellt. Das Gotteshaus ist Teil des einzigen ökumenischen Zentrums der Diözese Eichstätt, des sogenannten Kirchenzentrums Langwasser. Das Gemeindegebiet umfasst den Bereich Langwasser-Nordost.

## Geschichte
Der Bau wurde 1985/86 nach den Plänen von Eberhard Schunck und Dieter Ullrich errichtet. Im Rahmen der Eröffnung des Kirchenzentrums am 7. Dezember 1986 durch den römisch-katholischen Bischof Karl Braun (römisch-katholisch) und den evangelisch-lutherischen Kreisdekan Hermann von Loewenich (evangelisch-lutherisch) wurde die  Kirche durch Bischof Braun geweiht. Die Kirche St. Maximilian Kolbe sowie die Räumlichkeiten des römisch-katholischen Gemeindezentrums und des Kindergartens umfassen den westlichen Teil des ökumenischen Zentrums.

## Architektur

### Außenbau und Gliederung
Ganz im Sinne der modernen Architektur ist St. Maximilian Kolbe wie das gesamte Ökumenische Zentrum einer einheitlichen, linearen Grundstruktur unterworfen, auf deren Basis sich das kirchliche Leben entfalten kann. Die Außenmauern aus warmen, grauen Betonmodulsteinen und die Bedachung aus Titanzink heben sich nicht von den übrigen Baukörpern des Kirchenzentrums ab. Auch entsteht durch die ähnliche Farbgebung von Fassade und Dach ein homogenes Erscheinungsbild. Der Außenbau ist bis auf die vergitterten Sakristeifenster, das Hauptportal auf der Südseite und die beiden Glasoberlichter im Eingangsbereich und über dem Altarraum weitgehend ungegliedert. An der südöstlichen Ecke befindet sich der von katholischer und evangelischer Gemeinde gemeinsam genutzte Turm, ein aus Stahlträgern aufgebauter Campanile. Der südliche Vorbau, der Portal, Vorhalle und Sakristei enthält, bildet einen separaten Baukörper und erschließt neben der Pfarrkirche auch den westlich angrenzenden Pfarrsaal.

### Innenraum
Auch im Innenraum ist der warmgraue Betonmodulstein das zentrale Gestaltungselemente. Die Wände sind durch mächtige Pfeilervorlage vertikal gegliedert. Eine deutlich zurückhaltendere horizontale Gliederung entsteht durch die in 2,40 Meter Höhe eingezogenen Querriegel. Der darunter liegende Bereich ist durch Eichenholz-Spaliere gegliedert, die mit dem Eichenholz-Fußboden korrespondieren. Der Altarraum ist durch nach außen gewölbte Umfassungsmauern als eine Art Apsis ausgezeichnet. Die Rückwand der Apsis wird durch ein Oberlicht in der Breite der gesamten Altarfront beleuchtet, der unmittelbare Altarbereich erhält durch das zweite Oberlicht auf der Südseite des Gebäudes ein tiefes Licht, das ihn als Ort des liturgischen Geschehens heraushebt.

## Ausstattung
Die Pfarrkirche St. Maximilian Kolbe besitzt eine schlichte, moderne Ausstattung. Gegenüber dem filigranen Ambo und den einfachen, hölzernen Sedilien dominiert im Altarraum der wuchtige, geschwungene Steinaltar. Darüber befindet sich im Lichtkegel des Oberlichts ein einfaches Holzkreuz; an der Rückwand des Altarraumes ist eine metallene Stele angeordnet, die den Tabernakel enthält.

### Orgel
Die Orgel der Pfarrkirche St. Maximilian Kolbe wurde im Jahr 1996 von Thomas Jann aus Allkofen bei Laberweinting in Niederbayern erbaut. Das ebenerdig, rechts des Altares stehende Instrument mit rein mechanischen Spiel- und Registertrakturen umfasst 20 Register auf zwei Manualen und Pedal. Das II. Manual ist schwellbar. Die Disposition lautet wie folgt:
| I Hauptwerk C–g3 |               |       |
| 1.               | Principal     | 8′    |
| 2.               | Gedeckt       | 8′    |
| 3.               | Octave        | 4′    |
| 4.               | Spitzflöte    | 4′    |
| 5.               | Quinte        | 2 ⁄3′ |
| 6.               | Superoctave 0 | 2′    |
| 7.               | Mixtur IV     | 1 ⁄3′ |
| 8.               | Trompete      | 8′    |

| II Positiv C–g3 |             |        |
| 09.             | Rohrflöte   | 8′     |
| 10.             | Salicional  | 8′     |
| 11.             | Hohlflöte   | 4′     |
| 12.             | Quinte      | 2 ⁄3′  |
| 13.             | Terz        | 1 3⁄5′ |
| 14.             | Gemshorn 0  | 2′     |
| 15.             | Scharff III | 1′     |
| 16.             | Oboe        | 8′     |
|                 | Tremulant   |        |

| Pedal C–f1 |              |     |
| 17.        | Subbass      | 16′ |
| 18.        | Gedecktbass0 | 08′ |
| 19.        | Choralbass   | 04′ |
| 20.        | Fagott       | 16′ |

- Koppeln: Normalkoppeln II/I, I/P, II/P